# Skaczki (przystanek kolejowy)
Skaczki (ros. Скачки) – przystanek kolejowy w miejscowości Krasnoje Sieło, w Petersburgu, w Rosji.

## Historia
Przystanek powstał w czasach carskich. Nazwany został od pobliskiego toru wyścigów konnych (współcześnie nieistniejącego).